# Государственный научно-исследовательский институт приборостроения
Государственный научно-исследовательский институт приборостроения (ГосНИИП) — советский и российский научно-исследовательский институт. История института ведёт своё начало с 1 января 1931 года, когда приказом № 3 по Управлению Государственного треста точной механики был создан Научно-исследовательский институт по рационализации и организации производства (НИИ) с опытным заводом. В дальнейшем он стал Научно-техническим институтом Всесоюзного объединения точной индустрии (НТИ ВОТИ) (с 26.09.1931), а затем, приказом Наркомата тяжелой промышленности СССР от 10 ноября 1933 года № 782, был преобразован в Московский институт приборостроения. В дальнейшем институт многократно переименовывался: с 1936 года — НИИ-12, с 1942 года — Научно-исследовательский институт самолётного оборудования (НИСО), с 1956 года — НИИ-25, с 1966 года — НИИПриборостроения, с 1998 года — ГосНИИПриборостроения, с 1999 года — ФГУП «ГосНИИПриборостроения», с 2011 года — АО «Государственный научно-исследовательский институт приборостроения». 
Основные направления деятельности — разработка и создание самолётного оборудования.

## История
Рост авиационной промышленности СССР в довоенные, предвоенные и непосредственно военные годы во многом был обусловлен большим количеством крупных научных центров в области самолётостроения, авиационного моторостроения, авиационных материалов и ряда смежных дисциплин. Среди ведущих НИИ того времени можно выделить: ЦАГИ, ЦИАМ, НИАТ, ВИАМ. На определённом этапе Наркомат авиационной промышленности СССР принял решение о создании научного центра по всему комплексу самолётного оборудования, таким образом в 1942 году на базе НИИ-12 был создан Научно-исследовательский институт самолётного оборудования (НИСО). В предвоенные и военные годы из стен института вышло большое количество принятых на вооружение пилотажно-навигационных приборов, приёмно-передающих радиоустройств и других авиаприборов.
С 1943 по 1947 год 63 разработки НИИ были приняты на вооружение ВВС Красной Армии. В период с 1946 по 1949 год специалисты НИИ на базе самолёта Як-9в изготовили и внедрили первую в стране систему беспилотного управления самолётом.
В 1950-х годах перед конструкторами НИИ была поставлена задача разработки метода слепой посадки самолёта по установленным на нём приборам в пределах взлётно-посадочной полосы — задача была выполнена, соответствующая технология была адаптирована для самолётов Ил-12, Миг-17, Як-25, Ту-16, а также на гидросамолётах Бе-6 и Бе-10. Параллельно в это же время в институте велись работы по разработке и внедрению новых типов УКВ-антенн для нужд авиации.
В 1954 году конструкторы НИИ приступили к разработке автономной системы ведения огня истребителями. Также в 1950-х в стенах института решались вопросы технологического обеспечения процессов оповещения и управления наведением истребителей-перехватчиков на самолёты противника.
С конца 1960-х годов НИИ-25 становится ведущим в стане институтом по разработке систем управления для ракет противолодочной обороны «вода-воздух-вода», разработанная система управления была принята на вооружение в 1969 году.
С 1978 по 1985 год специалистами НИИ была разработана электронная цифровая система управления двигателями самолёта Ту-160, для разработки системы в здании института была установлена Бортовая цифровая вычислительная машина, параллельно, также для Ту-160 были разработаны комплекс управления топливом и центровкой систем контроля силовой установки.
Начиная с 1964 года специалисты НИИ вели разработки связанные с космической промышленностью СССР, а после 1991 года и Российской Федерации. Институтом были разработаны и внедрены системы управления расходования топливом для ракет многоцелевого назначения «Протон», также система управления гидросистемой выпуска шасси и регулятора соотношения компонентов топлива объеденной двигательной установки космического аппарата «Буран».
В 1990-х годах специалиста института продолжали заниматься созданием высокоточных систем навигации и управления для авиационного вооружения.
В 2000-х годах оставаясь в первую очередь институтом направленным на разработки для военно-промышленного комплекса страны, ГосНИИП выполняет и некоторые заказы для нужд гражданской авиации. Так конструкторами института были разработаны системы управления для вспомогательных силовых установок самолётов семейства Ту, Бё, а также вертолётов КА.
Кадровое пополнение конструкторского штата НИИ в большей степени осуществляется за счёт выпускников Московского авиационного института, а в 2014 году на базе НИИ открыта кафедра института.
В 1969 году институт был награждён Орденом Трудового Красного Знамени, а в 1985 году Орденом Ленина.

## Санкции
23 февраля 2024 года ГосНИИП включён в санкционный список стран Евросоюза:

ОАО «ГосНИИП» — российское военно-промышленное государственное предприятие, разрабатывающее, в частности, системы управлений для противолодочных и крылатых ракет, которые стоят на вооружении Вооружённых Сил РФ. Таким образом, ОАО «ГосНИИП» оказывает материальную поддержку и получает выгоду от Правительства РФ, которое несёт ответственность за аннексию Крыма и дестабилизацию Украины.— «Официальный журнал Европейского союза», Брюссель, 23 февраля 2024 года
По аналогичному основанию ГосНИИП попал под санкции США, Канады, Украины и Швейцарии.